# Orgel der Christuskirche (Norden)
Die Orgel der Christuskirche (Norden) des Esenser Orgelbauers Johann Gottfried Rohlfs in der Evangelisch-Freikirchlichen Christuskirche (Baptistengemeinde) an der Osterstraße ist die zweitälteste Orgel in Norden (Ostfriesland). Die Orgel wurde 1796–1799 in barocker Tradition erbaut und zunächst in der Mennonitenkirche Norden aufgestellt. Sie verfügt heute über elf Register, zwei Manuale und Pedal.

## Baugeschichte
Ende des 18. Jahrhunderts gab Heere Dirks Stroman, Bauleiter der Norder Mennonitengemeinde, Rohlfs den Auftrag, für den Kirchsaal der alteingesessenen Freikirche eine Orgel zu konzipieren und anschließend zu bauen. Der vereinbarte Preis von 400 Reichsthalern war in den Jahren 1796–1797 von 87 „Jünglingen und Jungfrauen“ der Mennonitengemeinde zusammengelegt und der Gemeinde übergeben worden. Die von Rohlfs erstellte Orgel besaß anfangs nur eine Klaviatur mit wahrscheinlich sieben Registern und ein angehängtes Pedal.
Eine erste Erweiterung erfuhr die Rohlfs-Orgel im Jahr 1890. Der Norder Orgelbauer Johann Diepenbrock ergänzte einen Principal 8′. Die Abnahme erfolgte am 6. November 1890.
Um 1900 erstellte der Orgelbauer Wilhelm Bruns ein neues Gutachten, in dem unter anderem die Renovierungsbedürftigkeit einiger Register festgestellt wurde. Beanstandet wurde außerdem das Fehlen des angehängten Pedals und das Fehlen eines zweiten Manuals. Die Norder Mennoniten entschieden sich aufgrund dieses Gutachtens für eine neue Orgel. Die Rohlfsorgel wurde für 450 Goldmark an die Norder Baptistengemeinde veräußert, die sie in ihre neue Kirche an der Osterstraße (heute: Christuskirche) einbauen ließ.
In den Kriegsjahren 1914–1918 mussten die meisten Zinnpfeifen für Rüstungszwecke abgeliefert werden. Die Baptistengemeinde erhielt dafür den Betrag von 571,12 RM. Nach dem Krieg ersetzte man die Prospektpfeifen Praestant 4′ durch minderwertige Zinkblechpfeifen.
Eine weitere Veränderung erfuhr die Rohlfsorgel in den Nachkriegsjahren 1948–1949. Der Orgelbauer Puchar baute das bislang angehängte Pedal in ein selbstständiges um. Zwischen 1958 und 1959 erfolgte ein weiterer Ausbau der Orgel. Die Firma Alfred Führer (Wilhelmshaven) überholte die Orgel und fügte ein zweites Manual sowie einen Pedalbass ein. Das Orgelgehäuse mit dem vorn in der Mitte befindlichen Spieltisch blieb dabei im Wesentlichen unverändert. Das untere mit Knochen belegte Manual blieb ebenfalls erhalten. Auch die Windlade (Schleiflade) ging noch auf den ersten Erbauer zurück. Bei dem Umbau wurde sie lediglich geteilt und erhielt einen zweiten, vorne liegenden Ventilkasten für das obere Manual. Der Tonumfang ist bis heute C–d3.
Disposition 1959:
| I Hauptwerk C–d3 |    |
| Rohrflöte        | 8′ |
| Praestant        | 4′ |
| Waldflöte        | 2′ |
| Terzian II       |    |
| Mixtur III       |    |

| II Oberwerk C–d3 |    |
| Gedakt           | 8′ |
| Rohrflöte        | 4′ |
| Oktav            | 2′ |
| Glöcklein        | 1′ |

| Pedal     |     |
| Subbass   | 16′ |
| Oktavbass | 8′  |

- Koppeln: I/II, I/P.

Anmerkungen I
1. 1 2 3  Von Rohlfs.

Bei diesen Umbaumaßnahmen wurden für die damalige Zeit zum Teil moderne (Kunststoff-)Bauteile verwendet, was dazu führte, dass die Spieltraktur im Laufe der Zeit schwergängig wurde und durch Windverlust in den Zuführungen der Klang an Kraft und Glanz verlor.
Durch Orgelbauer Bartelt Immer aus Norden erfolgte 1994 eine in der Werkstatt durchgeführte Generalüberholung der technischen Anlage der Orgel. Hierbei wurde die Windlade ganz zerlegt und repariert. Die Gehäuseteile wurden abgebeizt und erhielten die ursprüngliche weiße Farbgebung wieder, die auch bei der Veenhusener Rohlfs-Orgel von 1801 zu sehen ist. Die bisher auf beide Werke verteilten Rohlfs-Register wurden im Oberwerk vereinigt; aus Glöcklein 1′ wurde Quint 1 1⁄3′. Den Austausch des Registers Praestant (Zinkpfeifen) gegen Principal 4′ (entsprechend der bei Rohlfs bekannten Ausführung) verschob man allerdings aus finanziellen Gründen auf 1998.
1998 erfolgte die Rekonstruktion der fehlenden Rohlfs’schen Register:
- Principal 4′ (aus Bleipfeifen mit 28 % Zinngehalt mit Rundlabien; im Prospekt sind diese Pfeifen mit Zinnfolie  belegt)
- Nasat 3′ (zur Mündung sich konisch verjüngend)
- Mixtur III

Da Rohlfs immer die gleichen Mensuren bei 4′-Orgeln verwendete, konnten die Register nach seiner Orgel in Veenhusen gut kopiert werden. So bietet die Orgel im heutigen Zustand einen in sich geschlossenen Klangcharakter, der der Rohlfs’schen Intention entspricht.
Am 9. Mai 1998 konnte der 200. Geburtstag der Orgel gefeiert werden. Bei dieser Feier spielte Kantor Reinhard Ruge, Organist an der Arp-Schnitger-Orgel in der Norder Ludgeri-Kirche, das Instrument. Durch seine Gutachten und durch die Überwachung der Renovierungsarbeiten hat Ruge wesentlich zum Erhalt dieser zweitältesten Orgel in Norden beigetragen.

## Disposition seit 1998
| I Hauptwerk C–d3 |    |
| Rohrflöte        | 8′ |
| Principal        | 4′ |
| Nasat            | 3′ |
| Oktav            | 2′ |
| Mixtur III       |    |

| II Oberwerk C–d3 |       |
| Gedact           | 8′    |
| Rohrflöte        | 4′    |
| Waldflöte        | 2′    |
| Quint            | 1 ⁄3′ |

| Pedal     |     |
| Subbass   | 16′ |
| Oktavbass | 8′  |

- Koppeln: I/II, I/P.

Anmerkungen II
1. 1 2 3  Rohlfs

## Technische Daten
- Elf Register
- Traktur:
  - Tontraktur: Mechanisch
  - Registertraktur: Mechanisch
- Stimmung:
  - Höhe a1= 440 Hz
  - Wohltemperierte Stimmung